# Barrage de Derbent
Le barrage de Derbent est un barrage en Turquie.

## Sources
- (en) www.dsi.gov.tr/tricold/derbent.htm Site de l'agence gouvernementale turque des travaux hydrauliques